# Sommer-Paralympics 2024/Schießen
Bei den Sommer-Paralympics 2024 in Paris wurden in insgesamt dreizehn Wettbewerben im Schießen Medaillen vergeben, dabei entfielen je drei auf die Männer- und Frauen- sowie sieben auf die Mixed-Wettbewerbe. Die Entscheidungen fielen zwischen dem 30. August und dem 5. September 2024 im Chatearoux Shooting Centre.

## Klassen
Die Athleten starteten in zwei Klassen, SH1 und SH2. In der Klasse SH1 starteten Schützen, die keinen Gewehrauflageständer benötigten, in Klasse SH2 Sportler, die einen solchen brauchten.

## Ergebnisse Männer

### Luftpistole 10 Meter (SH1)
| Platz | Land       | Athlet                          | Punkte |
| ----- | ---------- | ------------------------------- | ------ |
| 1     | Südkorea   | Jo Jeong-du                     | 237,4  |
| 2     | Indien     | Manish Narwal                   | 234,9  |
| 3     | China      | Yang Chao                       | 214,3  |
| 4     | Kuba       | Alexander Reyna                 | 194,0  |
| 5     | Dänemark   | Buster Antonsen                 | 174,2  |
| 6     | China      | Lou Xiaolong                    | 153,7  |
| 7     | Usbekistan | Server Ibragimov                | 132,1  |
| 8     | Iran       | Seyed Mohammad Reza Mirshaifiei | 111,7  |

Datum: 30. August 2024

### Luftgewehr 10 Meter (SH1)
| Platz | Land         | Athlet                  | Punkte |
| ----- | ------------ | ----------------------- | ------ |
| 1     | Südkorea     | Park Jin-ho             | 237,4  |
| 2     | Kasachstan   | Yerkin Gabbasov         | 234,9  |
| 3     | Dänemark     | Martin Black Joergensen | 214,3  |
| 4     | Ukraine      | Andrii Doroshenko       | 194,0  |
| 5     | China        | Dong Chao               | 174,2  |
| 6     | Dänemark     | Jan Winther             | 153,7  |
| 7     | Ungarn       | Csaba Rescsik           | 132,1  |
| 8     | Griechenland | Sotirios Galogavros     | 111,7  |

Datum: 31. August 2024

### Freies Gewehr 50 Meter (SH1)
| Platz | Land                         | Athlet                  | Punkte |
| ----- | ---------------------------- | ----------------------- | ------ |
| 1     | Südkorea                     | Park Jin-ho             | 454,6  |
| 2     | China                        | Dong Chao               | 451,8  |
| 3     | Polen                        | Marek Dobrowolski       | 441,3  |
| 4     | Dänemark                     | Jens Frimann            | 430,6  |
| 5     | Ungarn                       | Csaba Rescsik           | 419,4  |
| 6     | Vereinigte Arabische Emirate | Abdulla Sultan Alaryani | 409,5  |
| 7     | Frankreich                   | Jean-Louis Michaud      | 397,0  |
| 8     | Ukraine                      | Andrii Doroshenko       | 394,0  |

Datum: 3. September 2024

## Ergebnisse Frauen

### Luftpistole 10 Meter (SH1)
| Platz | Land           | Athletin                | Punkte |
| ----- | -------------- | ----------------------- | ------ |
| 1     | Iran           | Sareh Javanmardi        | 236,8  |
| 2     | Türkei         | Aysel Ozgan             | 231,1  |
| 3     | Indien         | Rubina Francis          | 211,1  |
| 4     | Türkei         | Aysegul Pehlivanlar     | 190,9  |
| 5     | Frankreich     | Gaelle Edon             | 171,9  |
| 6     | Usbekistan     | Shakhnoza Mamajonova    | 149,3  |
| 7     | Ungarn         | Krisztina David         | 129,4  |
| 8     | Nordmazedonien | Olivera Nakovska-Bikova | 107,4  |

Datum: 31. August 2024

### Luftgewehr 10 Meter (SH1)
| Platz | Land     | Athletin            | Punkte   |
| ----- | -------- | ------------------- | -------- |
| 1     | Indien   | Avani Lekhara       | 249,7 PR |
| 2     | Südkorea | Lee Yun-ri          | 246,8    |
| 3     | Indien   | Mona Agarwal        | 228,7    |
| 4     | Ukraine  | Iryna Shchetnik     | 205,4    |
| 5     | Schweden | Anna Benson         | 184,7    |
| 6     | Slowakei | Veronika Vadovicova | 165,0    |
| 7     | China    | Zhong Yixin         | 143,2    |
| 8     | China    | Zhang Cuiping       | 120,2    |

Datum: 30. August 2024

### Sportgewehr 50 Meter (SH1)
| Platz | Land        | Athletin            | Punkte |
| ----- | ----------- | ------------------- | ------ |
| 1     | Deutschland | Natascha Hiltrop    | 465,5  |
| 2     | Slowakei    | Veronika Vadovicova | 456,1  |
| 3     | China       | Zhang Cuiping       | 446,0  |
| 4     | Schweden    | Anna Benson         | 432,6  |
| 5     | Indien      | Avani Lekhara       | 420,6  |
| 6     | Ukraine     | Iryna Shchetnik     | 410,5  |
| 7     | Südkorea    | Lee Yun-ri          | 398,7  |
| 8     | Australien  | Natalie Smith       | 396,2  |

Datum: 3. September 2024

## Ergebnisse Mixed

### Sportpistole 25 Meter (SH1)
| Platz | Land               | Athlet/in               | Punkte |
| ----- | ------------------ | ----------------------- | ------ |
| 1     | China              | Yang Chao               | 30     |
| 2     | Vereinigte Staaten | Gong Yan Xiao           | 28     |
| 3     | Südkorea           | Kim Jung-nam            | 24     |
| 4     | China              | Huang Xing              | 21     |
| 5     | Ukraine            | Oleksii Denysiuk        | 13     |
| 6     | Polen              | Szymon Sowinski         | 12     |
| 7     | Südkorea           | Park Sea-kyun           | 10     |
| 8     | Nordmazedonien     | Olivera Nakovska-Bikova | 7      |

Datum: 2. September 2024

### Freie Pistole 50 Meter (SH1)
| Platz | Land               | Athlet/in            | Punkte   |
| ----- | ------------------ | -------------------- | -------- |
| 1     | China              | Yang Chao            | 220,1 PR |
| 2     | Usbekistan         | Server Ibragimov     | 215,3    |
| 3     | Italien            | Davide Franceschetti | 199,7    |
| 4     | Südkorea           | Jo Jeong-du          | 181,0    |
| 5     | Iran               | Sareh Javanmardi     | 159,4    |
| 6     | Türkei             | Aysegul Pehlivanlar  | 142,7    |
| 7     | Südkorea           | Park Sea-kyun        | 124,7    |
| 8     | Vereinigte Staaten | Gong Yan Xiao        | 96,6     |

Datum: 4. September 2024

### Luftgewehr liegend 10 Meter (SH1)
| Platz | Land           | Athlet/in                      | Punkte |
| ----- | -------------- | ------------------------------ | ------ |
| 1     | Slowakei       | Veronika Vadovicova            | 254,2  |
| 2     | Slowakei       | Radoslav Malenovský            | 253,6  |
| 3     | Spanien        | Juan Antonio Saavedra Reinaldo | 232,1  |
| 4     | China          | Xie Huanyu                     | 209,2  |
| 5     | Großbritannien | Matt Skelhon                   | 188,5  |
| 6     | Thailand       | Chutima Arunmat                | 167,2  |
| 7     | Finnland       | Jarkko Ilmari Mylly            | 144,9  |
| 8     | Ukraine        | Iryna Shchetnik                | 114,9  |

Datum: 1. September 2024

### Freies Gewehr liegend 50 Meter (SH1)
| Platz | Land        | Athlet/in                      | Punkte   |
| ----- | ----------- | ------------------------------ | -------- |
| 1     | Deutschland | Natascha Hiltrop               | 250,2 PR |
| 2     | Schweden    | Anna Benson                    | 248,8    |
| 3     | Frankreich  | Jean-Louis Michaud             | 227,8    |
| 4     | Spanien     | Juan Antonio Saavedra Reinaldo | 206,5    |
| 5     | Israel      | Yuliya Chernoy                 | 185,3    |
| 6     | Südkorea    | Park Jin-ho                    | 164,6    |
| 7     | Polen       | Marek Dobrowolski              | 142,0    |
| 8     | Dänemark    | Kasper Lousdal                 | 121,9    |

Datum: 5. September 2024

### Freies Gewehr liegend 50 Meter (SH2)
| Platz | Land           | Athlet/in               | Punkte |
| ----- | -------------- | ----------------------- | ------ |
| 1     | Serbien        | Dragan Ristic           | 250,2  |
| 2     | Georgien       | Vladimer Tchintcharauli | 248,2  |
| 3     | Großbritannien | Tim Jeffery             | 227,8  |
| 4     | Frankreich     | Tanguy de La Forest     | 206,6  |
| 5     | Großbritannien | Ryan Cockbill           | 185,5  |
| 6     | Frankreich     | Justine Beve            | 164,2  |
| 7     | Ukraine        | Vasyl Kovalchuk         | 143,1  |
| 8     | Ukraine        | Vitalii Plakushchyi     | 121,3  |

Datum: 4. September 2024

### Luftgewehr liegend 10 Meter (SH2)
| Platz | Land       | Athlet/in                 | Punkte |
| ----- | ---------- | ------------------------- | ------ |
| 1     | Frankreich | Tanguy de La Forest       | 255,4  |
| 2     | Brasilien  | Alexandre Augusto Galgani | 254,2  |
| 3     | Japan      | Mika Mizuta               | 232,1  |
| 4     | Portugal   | Margarida Lapa            | 211,1  |
| 5     | Serbien    | Dragan Ristic             | 189,4  |
| 6     | Thailand   | Anuson Chaichamnan        | 168,1  |
| 7     | Südkorea   | Lee Cheol-jae             | 147,0  |
| 8     | Italien    | Roberto Lazzaro           | 124,7  |

Datum: 1. September 2024

### Luftgewehr 10 Meter (SH2)
| Platz | Land       | Athlet/in             | Punkte |
| ----- | ---------- | --------------------- | ------ |
| 1     | Slowenien  | Francek Gorazd Tirsek | 253,3  |
| 2     | Frankreich | Tanguy de La Forest   | 253,1  |
| 3     | Südkorea   | Seo Hun-tae           | 231,7  |
| 4     | Ukraine    | Vitalii Plakushchyi   | 210,6  |
| 5     | Neuseeland | Michael Johnson       | 188,9  |
| 6     | Italien    | Roberto Lazzaro       | 166,3  |
| 7     | Südkorea   | Park Don-gan          | 146,5  |
| 8     | Serbien    | Dejan Jokic           | 125,3  |

Datum: 30. August 2024

## Medaillenspiegel
| Platz | Land               | Goldmedaille – Paralympiasieger | Silbermedaille – 2. Platz | Bronzemedaille – 3. Platz | Gesamt |
| ----- | ------------------ | ------------------------------- | ------------------------- | ------------------------- | ------ |
| 1     | Südkorea           | 3                               | 1                         | 2                         | 6      |
| 2     | China              | 2                               | 1                         | 2                         | 5      |
| 3     | Deutschland        | 2                               | –                         | –                         | 2      |
| 4     | Slowakei           | 1                               | 2                         | –                         | 3      |
| 5     | Indien             | 1                               | 1                         | 2                         | 4      |
| 6     | Frankreich         | 1                               | 1                         | 1                         | 3      |
| 7     | Iran               | 1                               | –                         | –                         | 1      |
| 7     | Slowenien          | 1                               | –                         | –                         | 1      |
| 7     | Serbien            | 1                               | –                         | –                         | 1      |
| 10    | Brasilien          | –                               | 1                         | –                         | 1      |
| 10    | Georgien           | –                               | 1                         | –                         | 1      |
| 10    | Kasachstan         | –                               | 1                         | –                         | 1      |
| 10    | Schweden           | –                               | 1                         | –                         | 1      |
| 10    | Türkei             | –                               | 1                         | –                         | 1      |
| 10    | Vereinigte Staaten | –                               | 1                         | –                         | 1      |
| 10    | Usbekistan         | –                               | 1                         | –                         | 1      |
| 17    | Dänemark           | –                               | –                         | 1                         | 1      |
| 17    | Spanien            | –                               | –                         | 1                         | 1      |
| 17    | Großbritannien     | –                               | –                         | 1                         | 1      |
| 17    | Italien            | –                               | –                         | 1                         | 1      |
| 17    | Japan              | –                               | –                         | 1                         | 1      |
| 17    | Polen              | –                               | –                         | 1                         | 1      |